# Ари (Савоја)
Ари (фр. Arith) насеље је и општина у источној Француској у региону Рона-Алпи, у департману Савоја која припада префектури Шамбери.
По подацима из 2011. године у општини је живело 373 становника, а густина насељености је износила 15,37 становника/km². Општина се простире на површини од 24,27 km². Налази се на средњој надморској висини од 734 метара (максималној 1.449 m, а минималној 549 m).

## Демографија
| 1962. | 1968. | 1975. | 1982. | 1990. | 1999. | 2011. |
| ----- | ----- | ----- | ----- | ----- | ----- | ----- |
| 207   | 282   | 248   | 259   | 277   | 289   | 373   |

График промене броја становника у току последњих година